# Hans Gruner

Hans Gruner

Hans Johann Gruner (* 10. März 1865 in Wahrenbrück; † 6. August 1943 in Jena) war ein deutscher Naturwissenschaftler, der als Afrikaforscher und Kolonialbeamter in Togo aktiv war.

## Leben
Gruner wurde als fünftes Kind des Pastors Dietrich geboren und im Kindesalter vom in Jena ansässigen Mühlenbaumeister Julius Gruner aufgenommen, bei dem er aufwuchs.
Hans Gruner studierte Mathematik, Geographie und Naturwissenschaften zunächst in Jena, später an der Universität in Freiburg im Breisgau und zuletzt an der Universität Leipzig. Dort promovierte er im Frühjahr 1891 mit der Dissertation Beiträge zur Hydrologie der weissen Elster zum Dr. phil.
1892 erhielt Gruner vom Kaiserlichen Kommissar von Togo Jesko von Puttkamer den Reichsauftrag, den im April 1890 gegründeten Militärposten Misahöhe, im Gebiet der seit 1884 bestehenden deutschen Kolonie Togo, in eine koloniale Forschungsstation umzuwandeln. Am 4. Juni 1892 trat Gruner die Ausreise nach Togo an, wo er am 26. Juni desselben Jahres in Sebbe, Togo eintraf.
Hans Gruner war zwischen 1892 und 1914 mit zeitweiligen Unterbrechungen Leiter und Bezirksamtsmann der Station Misahöhe, welche im Laufe der Zeit mehr und mehr einem Thüringer Gebirgsdorf glich. Wie andere Stationsleiter hatte Gruner der Station Misahöhe seinen persönlichen Anstrich verliehen und ließ sich, ungeachtet seiner bürgerlichen Herkunft, im Fremdenbuch der Station von anderen Kolonialbeamten als Graf von Misahöh eintragen.

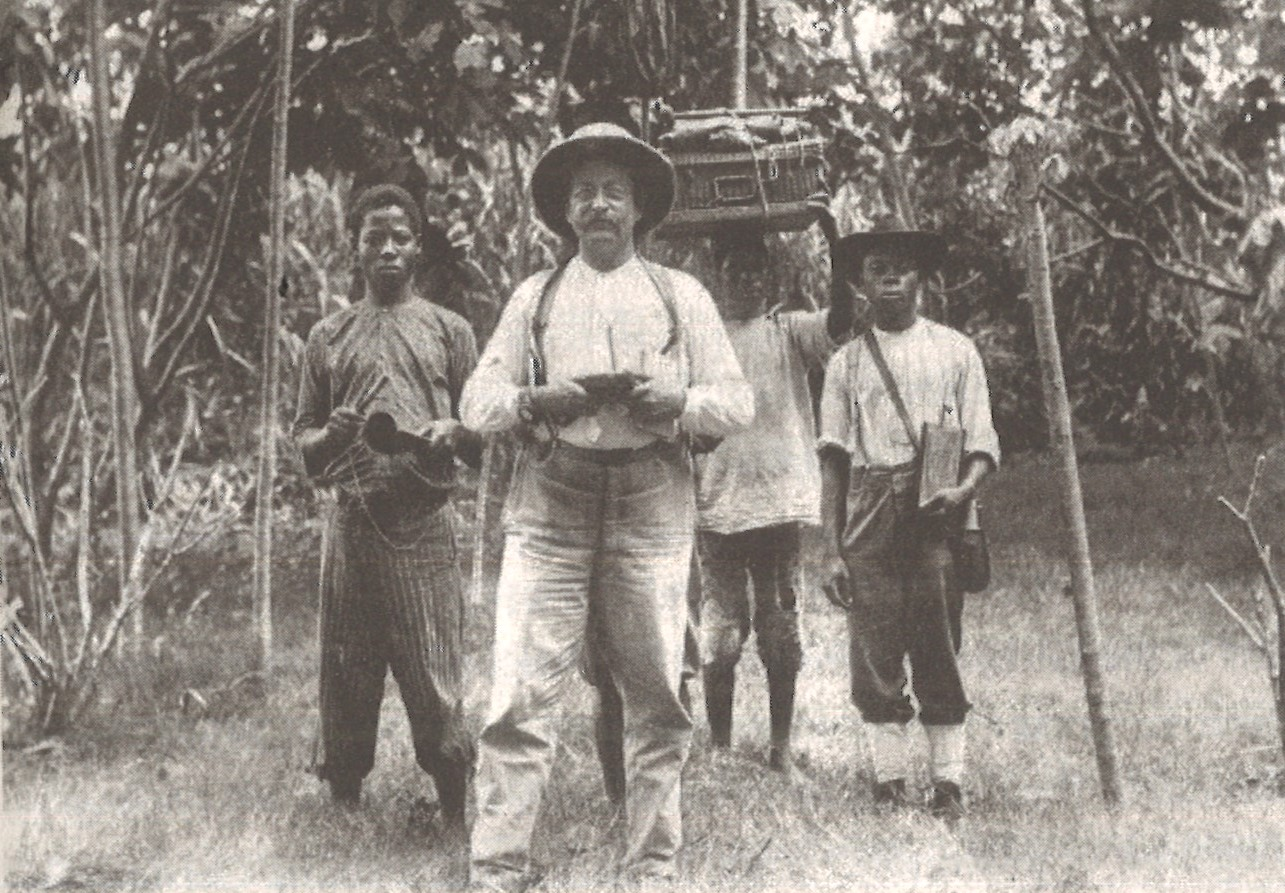
Hans Gruner in Togo, 1894

In den Jahren 1894 und 1895 leitete Gruner auf Befehl der Regierung die Togo-Hinterlandsexpedition, kurz DTE. Zusammen mit dem Arzt Richard Döring (* 1868) und Leutnant Carnap-Quernheimb führte sie diese größere Expedition von Togo nach Sokoto. Primäres Ziel der DTE war die Durchsetzung und Sicherung der deutschen Kolonialherrschaft im Hinterland Togos um die angrenzenden Gebiete, denn die Engländer und die Franzosen bemühten sich bereits seit 1893 und 1894 im Wettlauf um Afrika um die Unterwerfung der Länder westlich des Nigers. Er brach dazu am 6. November 1894 von Misahöhe auf und erreichte Ende Januar 1895 Kankantschali, wo er einen Bündnisvertrag mit dem Fürsten von Gurma abschloss. Die Reisenden trafen dann am 19. Februar in Say ein und machten im März einen Abstecher nach Gando in Sokoto und kehrten durch Borgu nach Togo zurück. Zu erwähnen ist auch, dass der Expedition zusätzlich der explizite Auftrag zur Sammlung ethnografischer Objekte für das Museum für Völkerkunde in Berlin erteilt wurde.
Zwischen 1896 und 1899 übernahm Hans Gruner die Leitung der neuen Station in Sansane-Mangu im Norden des Kolonialgebietes. In diesen drei Jahren wechselte die Stationsleitung zwischen Oberleutnant Gaston Thierry und Hans Gruner. Nach seiner Rückkehr nach Misahöhe nahm er Ende 1899 eine zentrale Rolle bei der Bestrafung der Ho ein. Anders als im Deutschen Kolonialblatt abgedruckt, soll Gruner einen Disput zwischen den Ho und den Asante nicht als 'guter Vater' der Ho geschlichtet haben, sondern vielmehr beim Gouvernement Soldaten beauftragt und diese in der Region zusammenziehen lassen haben. Gruner soll dabei auf eine strategische Einschüchterung sowie die anschließende Bestrafung der Ho abgezielt haben.
Als Dienstältester umfasste seine Karriere als Kolonialbeamter in Togo insgesamt 22 Jahre, von 1892 bis zum Ausbruch des Ersten Weltkriegs.
Gemeinsam mit seiner Frau Luise wurde er nach Kriegsbeginn in Dahomey interniert und kurz darauf zur Rückkehr nach Europa gezwungen. Er erhielt eine Anstellung in der Kriegsrohstoffabteilung (K.R.A.) in Berlin, einer Behörde des deutschen Kaiserreichs unter Walter Rathenau, die für Beschaffung, Verwaltung und Verteilung der für die Industrie wichtigen Rohstoffe verantwortlich war.
Nach Ende des Ersten Weltkriegs siedelte Hans Gruner mit seiner Ehefrau Eva in seine Heimatstadt Jena über, wo der pensionierte kaiserliche Regierungsrat, Bezirksamtsmann und Stationsleiter bis zu seinem Tod im Jahr 1938 seine Memoiren zur Deutschen Togo-Hinterlandsexpedition verfasste.
Hans Gruner starb am 6. August 1943 in Jena.

## Sammeltätigkeit in Deutsch-Togo
Seine militärischen sowie wissenschaftlichen Unternehmungen und Vorstöße ins Landesinnere kombinierte Hans Gruner regelmäßig mit dem Sammeln von kulturellen Artefakten und wertvollen Objekten. Einige der Objekte erwarb er zwar auch käuflich auf Märkten, er schreckte jedoch nicht davor zurück, seine Plünderungsaktivitäten in Briefen zu schildern und sich mit den einhergehenden Gewalttaten gegen die Bewohner der überfallenen und ausgeraubten Dörfer und Gemeinden zu brüsten.
Eine Vielzahl der ethnographischen Objekte überließ und sendete er an die Museen im deutschen Kaiserreich. Bis heute befinden sich solche von Hans Gruner ‚gesammelten‘ Objekte in deutschen ethnografischen Museen.